# Lauro Travassos

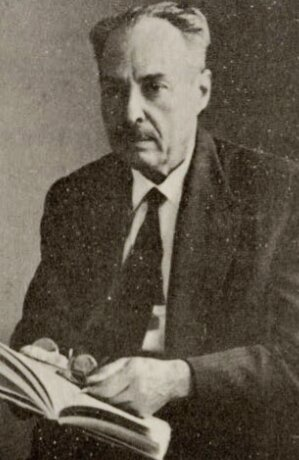
Porträt von Lauro Travassos

Lauro Pereira Travassos (* 2. Juli 1890 in Angra dos Reis, Rio de Janeiro; † 20. November 1970 in Rio de Janeiro) war ein brasilianischer Entomologe, Helminthologe und Hochschullehrer. Er galt als einer Pioniere der Helminthologie in Brasilien und auch weltweit als Parasitologe mit hohem Ansehen.

## Leben
Travassos war der Sohn von João de Matos und Laura Pereira Travassos. Seine Eltern waren beide portugiesischer Abstammung und sein Vater war Oberst der Nationalgarde. Nach seinem Schulabschluss am Colégio Alfredo Gomes in Rio de Janeiro promovierte Travassos 1913 an der medizinischen Fakultät der Universidade Federal do Rio de Janeiro mit der Dissertation Sobre as espécies brazileiras da subfamilia Heterakinae, einer Arbeit über Helminthologie. Im selben Jahr veröffentlichte er in Zusammenarbeit mit José Gomes de Faria seinen ersten Artikel über die Entdeckung der Zungenwurmart Linguatula serrata, die im Darm eines menschlichen Patienten gefunden wurde, in der Fachzeitschrift Memórias do Instituto Oswaldo Cruz. Noch während seines Medizinstudiums wurde er Mitarbeiter im Instituto Seroterápico Nacional (später Instituto Oswaldo Cruz) im Quartier Manguinhos, wo er ein Schüler von Oswaldo Cruz wurde, später für José Gomes de Faria arbeitete und sich insbesondere der Helminthologie widmete. In diesem Fachgebiet schrieb er seine ersten 181 Arbeiten und wechselte dann zur Insektenkunde, insbesondere der Lepidopterologie. Zudem beteiligte er sich an der Bekämpfung des Gelbfiebers in Rio de Janeiro und Belém. 1915 wurde er Leiter des Labors für Helminthologie am Instituto Oswaldo Cruz, das erweitert und zu einer Abteilung für medizinische Zoologie wurde. Mit seinem Aufstieg initiierte er nicht nur den Ausbau des Labors für Helminthologie, sondern auch die sogenannte Travassos-Schule, die sich auf die zoologische Taxonomie konzentrierte, eine informelle Schule, die die brasilianische Zoologie umriss.
1926 übernahm er an der medizinischen Fakultät der Universidade de São Paulo den Lehrstuhl für Parasitologie, wo er in gemeinsam mit Cesar Pinto, einem seiner Schüler, den Unterricht mit der Entwicklung praktischer Arbeiten erneuerte. Im Jahr 1929 ging er auf Einladung von Friedrich Fülleborn nach Deutschland und gab einen zehnmonatigen Kurs in Helminthologie im Hamburger Institut für Tropenmedizin. In der Folgezeit hatte er bis 1937 den Vorsitz in den Bereichen Medizinische Zoologie und Parasitologie an der Escola Nacional de Veterinária, der heutigen Universidade Federal Rural do Rio de Janeiro inne. Als Experte für Zoologie war Travassos an der Gründung der Universidade do Distrito Federal, heute Universidade do Estado do Rio de Janeiro, beteiligt, als die Naturwissenschaften als Studienfach eingerichtet wurden.
Travassos’ Biografie umfasst 436 Schriften mit insgesamt 4.220 Seiten, die 5.197 Zeichnungen enthalten. Unter diesen Artikeln befinden sich 280 über Helminthen und 95 über Insekten, neben verschiedenen Themen wie Berichte über wissenschaftliche Exkursionen, Biographien und andere. In der Entomologie spezialisierte er sich auf Lepidoptera (Schmetterlinge und Nachtfalter), insbesondere auf die Familie der Bärenspinner (Arctiidae), über die er 43 Artikel veröffentlichte. Er ist auch Autor des Buches Introdução ao Estudo da Helmintologia aus dem Jahr 1950, das als sein Standardwerk gilt.
Travassos war Mitglied der Brasilianischen Akademie der Wissenschaften und Träger des Ordem do Mérito Médico.
Er starb im Krankenhaus Evandro Chagas, das sich auf dem Campus der Fundação Oswaldo Cruz in Rio de Janeiro befindet.

## Dedikationsnamen
Nach Travassos sind zahlreiche Taxa benannt, darunter Travassosascaris, Travassosinema, Travassosinematinae und Travassosius sowie die Arten Splendidofilaria travassosi, Stilobezzia travassosi, Trifolium travassosi, Oreodesmus travassosi, Basilia travassosi, Diarthrotarsus travassosi, Heth travassosi, Emdenimyia travassosi, Prionapterus travassosi, Lepidodexia (Notochaetomima) travassosi und Archytas travassosi.